# Margo Veillon
Margo Veillon (née le 19 février 1907 au Caire en Égypte et décédée le 9 juin 2003 dans le même lieu) est une artiste peintre suisse. Elle est connue pour ses peintures à l'huile, mais a également produit des aquarelles, des dessins, des estampes, et des sculptures.

## Biographie
Margo Veillon naît au Caire en 1907. Son père est un homme d'affaires suisse et sa mère une autrichienne. Sa famille était aisée et vivait dans une villa du faubourg de Maadi. Margo commence à dessiner dès son plus jeune âge; quelques-unes de ces œuvres de jeunesse sont conservées dans la collection de l'université américaine du Caire. Après avoir fréquenté l'école en Égypte et en Suisse, elle s'installe à Paris en 1929 pour étudier les beaux-arts. 
Pendant son séjour en France, elle s'intéresse aux mouvements artistiques de l'époque, y compris le surréalisme. Elle se met à fréquenter des artistes et rencontre le sculpteur russe Isaac Rabinovich, qui exercera une profonde influence sur son travail. Elle reste à Paris jusqu'en 1932, puis retourne en Égypte. Elle vit au Caire pour le reste de sa vie, mais voyage fréquemment. Elle présente son travail dans plusieurs expositions personnelles en Égypte et à l'étranger et fut connue pour ses représentations de l'Égypte, de ses paysages et de son people. Peu avant sa mort, elle conclut un accord avec l'Université américaine du Caire pour préserver son œuvre. Tout son atelier fut transféré à l'AUC, où il fait toujours partie de la collection d'art de l'université.

## Expositions
Margo Veillon a participé à plusieurs expositions individuelles et collectives and Égypte et à l'étranger, dont les suivants :
- 1928 : Société des amis de l'art (Le Caire)
- 1930 : Galerie Forster (Zurich)
- 1931 : Kunsthaus Zürich (Zurich)
- 1932 : Société des amis de l'art (Le Caire)
- 1932 : l'Atelier d'Alexandrie (Alexandrie)
- 1933 : Société des amis de l'art (Le Caire)
- 1933 : Galerie Forster (Zurich)
- 1934 : Lyceum Club (Zurich)
- 1934 : Turnus-Ausstellung des Schweizer Kunstvereins (Aarau[6] )
- 1935 : Société des amis de l'art (Le Caire)
- 1936 : Schweizer nationale Kunstausstellung (Berne?)
- 1937 : Société des amis de l'art (Le Caire)
- 1943 : Cercle suisse (Alexandrie)
- 1946 : Helmhaus (Zurich)
- 1947 : St. Annahof (Zurich)
- 1948 : l'Atelier d'Alexandrie (Alexandrie)
- 1948 : Kunsthalle de Berne (Berne)
- 1949 : l'Atelier d'Alexandrie (Alexandrie)
- 1951 : Lycée français (Le Caire)
- 1953 : l'Atelier d'Alexandrie (Alexandrie)
- 1953 : Musée d'Art Moderne (Le Caire)
- 1954 : Cercle suisse (Alexandrie)
- 1955 : Musée des Beaux-Arts (Alexandrie)
- 1960 : Université américaine du Caire (Le Caire)
- 1964 : Galerie Läubli (Zurich)
- 1980 : Trafford Gallery (Londres)
- 1982 : Université américaine du Caire (Le Caire)
- 1986 : Galerie Mashrabiyah (Le Caire)
- 1990 : Galerie Sonegal (Zurich)
- 1993 : Hyposwiss Bank (Zurich)
- 1994 : Banque de Lugano (Lugano)
- 1995 : Galerie Le Caire-Berlin, Le Caire
- 1996 : Espace Bally (Zurich)
- 1997 : Galerie Le Caire-Berlin, Le Caire
- 1998 : Galerie Le Caire-Berlin, Le Caire
- 1999 : Galerie Le Caire-Berlin, Le Caire
- 2000 : Galerie Le Caire-Berlin, Le Caire
- 2002 : Université américaine du Caire (Le Caire)